# Oilers de la Nouvelle-Écosse
Les Oilers de la Nouvelle-Écosse sont une franchise professionnelle de hockey sur glace de la Ligue américaine de hockey ayant existé de 1984 à 1988.

## Histoire
Créés en 1984, les Oilers étaient l'équipe affiliée aux Oilers d'Edmonton de la Ligue nationale de hockey (d'où la ressemblance du logo). Après quatre saisons passées dans la LAH, ils furent transférés en 1988 à Sydney pour devenir les Oilers du Cap-Breton.

## Statistiques
| Saison    | PJ | V  | D  | N  | DP | Pts | BP  | BC  | Classement Final  | Séries éliminatoires  |
| --------- | -- | -- | -- | -- | -- | --- | --- | --- | ----------------- | --------------------- |
| 1984-1985 | 80 | 36 | 37 | 7  | -- | 79  | 292 | 295 | 4e division North | Éliminés en 1re ronde |
| 1985-1986 | 80 | 29 | 43 | 8  | -- | 66  | 314 | 353 | 6e division North | Non qualifiés         |
| 1986-1987 | 80 | 38 | 39 | -- | 3  | 79  | 318 | 315 | 4e division North | Éliminés en 1re ronde |
| 1987-1988 | 80 | 35 | 34 | 9  | 2  | 81  | 323 | 343 | 4e division North | Éliminés en 1re ronde |

## Entraîneurs
- Larry Kish
- Ron Low